# 1605 Milankovitch
1605 Milankovitch è un asteroide della fascia principale del diametro medio di circa 32,47 km. Scoperto nel 1936, presenta un'orbita caratterizzata da un semiasse maggiore pari a 3,0121732 UA e da un'eccentricità di 0,0789344, inclinata di 10,56801° rispetto all'eclittica.
L'asteroide è dedicato al matematico e astronomo serbo Milutin Milanković.